# Juan Prim y Prats

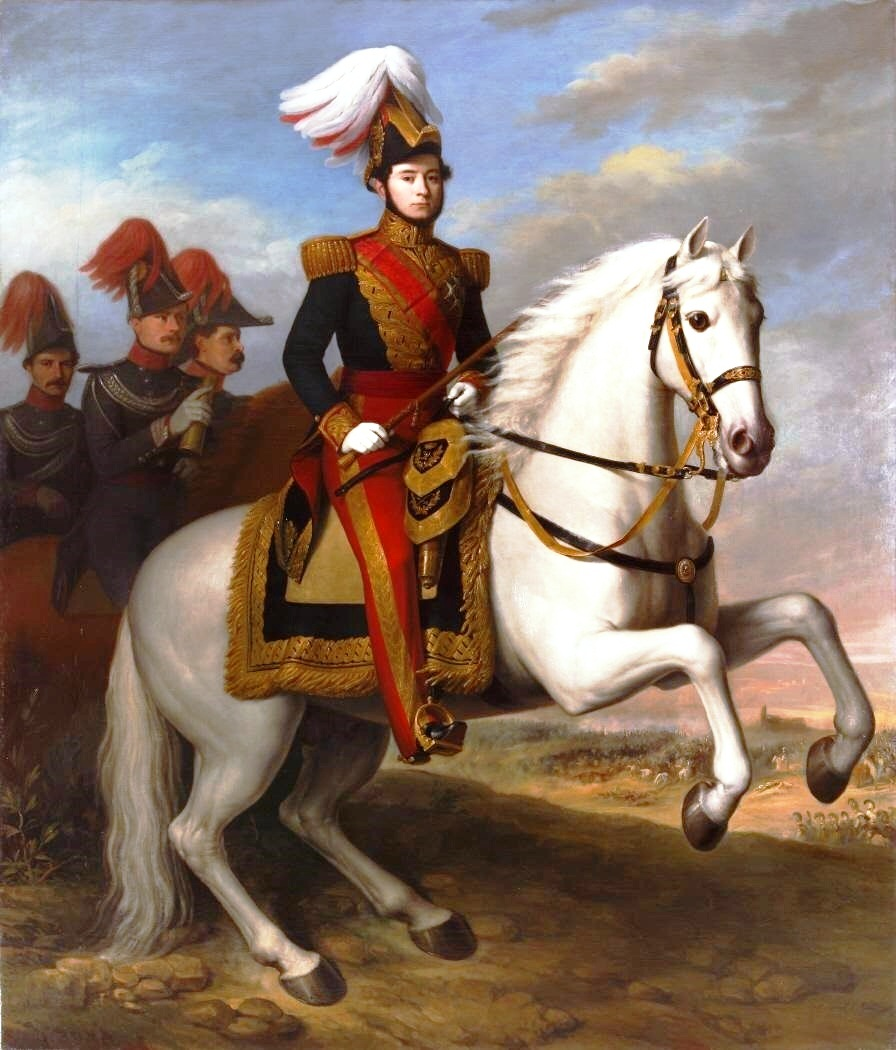
O General Juan Prim y Prats, retrato equestre pintado por Antonio Maria Esquivel (1806-1857)

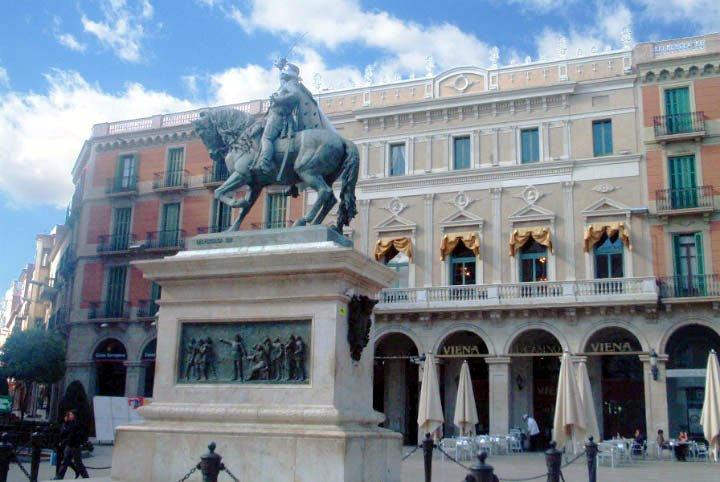
Monumento ao General Prim, em Reus, Catalunha

Joan Prim i Prats (Reus, 16 de dezembro de 1814 – Madrid, 27 de dezembro de 1870), marquês de los Castillejos, conde de Reus e visconde del Bruch, foi um militar e político espanhol progressista muito influente na política espanhola de meados do século XIX.
Iniciou a sua carreira militar em 1833 como voluntário num dos regimentos de miqueletes cristinos formados em 1834 na Catalunha, com o qual participou na Primeira Guerra Carlista (1833-1840), destacando-se pelo seu heroísmo em batalha, o que lhe granjeou enorme popularidade no campo liberal e a conquista do posto de coronel aos 26 anos de idade.
Pertencente à corrente liberal mais progressista, opôs-se à regência de Baldomero Espartero, o que o forçou ao exílio em França e no Império Otomano (1839-1843), voltando com a sua deposição.
Sem abandonar a carreira militar, ingressou na política parlamentar, foi capitão-general do Porto Rico (1847-1848), liderou as forças que obtiveram a vitória na Guerra de África (1859-1860) e comandou as forças espanholas que intervieram no México (1861-1862). Tentou um golpe de Estado que ao fracassar (1866) o obrigou a exilar-se na Grã-Bretanha e em França, mas em 1868 foi com o general Serrano um dos líderes da revolução que destronou Isabel II de Espanha.
Foi Ministro da Guerra no governo de Serrano e chegou a Presidente do Conselho de Ministros de Espanha no período de 16 de Junho de 1869 a 27 de Janeiro de 1870, acumulando com os cargos de Ministro da Guerra e Capitão-General dos Exércitos de Espanha.
Foi o principal obreiro da escolha de Amadeu I de Espanha para o trono espanhol, mas foi assassinado em Madrid antes da coroação. Foi um dos políticos mais populares de Espanha, para o que contribuiu a sua trágica morte em circunstâncias nunca explicadas.

## Biografia
Juan Prim foi filho de Teresa Prats y Vilanova, descendente de uma família de comerciantes de Reus, e de Pablo Prim y Estapé de Reus, um notário de Reus originário de Verdú (Urgell) e pertencente a uma família com vínculos à Universidade de Cervera, que alternou a profissão de notário que herdara de seu pai com a de militar, sendo capitão durante a Guerra de la Independencia e tenente-coronel na Primeira Guerra Carlista. Na escola teve Alexandre Garcia como mestre.

### A Primeira Guerra Carlista (1833-1840)
Em 1834, com dezenove anos de idade, Juan Prim alistou-se no corpo franco de miqueletes da sua cidade natal de Reus, denominado os "Tiradores de Isabel II", um dos batalhões voluntários catalães então formado para combater no levantamento carlista que dilacerava a Catalunha.
Na guerra civil que se seguiu, a Primeira Guerra Carlista, demonstrou dotes de grande coragem e mesmo de temeridade. Recebeu o seu baptismo de fogo a 7 de agosto de 1834 e pouco depois destacou-se ao conduzir uma carga de baionetas contra um grupo entrincheirado em casas de Raurell de Sagàs. Voltou a destacar-se quando à frente de uma companhia tomou Vilamajó del Vallés, uma praça defendida por forças carlistas superiores, ficando ferido na refrega, pelo que foi promovido a tenente pelo valor então demonstrado e pelas várias vitórias que conseguira.
Novas acções vitoriosas elevaram-no a capitão. Em 1837, a tomada de San Miquel de Sarradell, onde capturou pessoalmente a bandeira do Quarto Batalhão Carlista da Catalunha, granjeou-lhe a Cruz Laureada de San Fernando de primeira classe. Pouco depois comandou o assalto a Solsona, cujo forte conseguiu escalar pessoalmente, abrindo as portas para que as suas tropas entrassem, acção pela qual foi promovido a comandante.
Seguiram-se novas demonstrações de valor extraordinário que foram objecto de comentário em toda a Espanha, sendo aclamado pelos seus próprios soldados. Por uma acção extraordinária em Àger foi promovido a major de batalhão e encarregado do comando de zona da linha de Solsona–Castellvell, pela qual passavam os comboios de aprovisionamento carlista. Nestes combates perdeu várias vezes o cavalo, sofreu diversos ferimentos e ganhou nova Cruz Laureada de San Fernando e o posto de coronel no ano de 1840.
Ao terminar a guerra, em 1840, tinha então 26 anos de idade, o seu nome já era símbolo de valor e distinção, tendo ascendido por mérito ao posto de coronel, conseguindo todos os postos possíveis no campo de batalha, para além de ter sido distinguido com duas cruzes de San Fernando. Combatendo sempre na Catalunha, tomara parte em 35 acções, tendo morto pessoalmente cinco inimigos e sido citado por bravura oito vezes. Distinguiu-se particularmente entre as tropas por ter sido o primeiro a entrar em combate nos ataques a Solsona e Àger e por mostrar grande habilidade táctica na Segunda batalha de Peracamps, em Abril de 1840.

### Percurso político (1841-1843)
Após o Motim da Granja de San Ildefonso, que culminou com o decreto real de 13 de agosto de 1836 restaurando a Constituição Espanhola de 1812, os constitucionalistas dividiram-se em conservadores e progressistas. Estes últimos, dirigidos por José María Calatrava e Juan Álvarez Mendizábal, obtiveram a adesão de Prim e da generalidade dos liberais da Catalunha.
Terminada a guerra, Juan Prim candidatou-se a deputado pela Província de Tarragona, sendo eleito (1841).
Como já se conseguira a paz com os carlistas, os corpos de voluntários foram dissolvidos e duvidava-se que o posto de coronel que Juan Prim obtivera em combate fosse reconhecido pela estrutura militar de primeira linha. Contudo, o seu imenso prestígio, superior ao de qualquer militar contemporâneo, e o cargo de deputado que exercia, permitiram que fosse confirmado no posto de coronel. Confirmado no posto e integrado na estrutura militar profissional, o regente Baldomero Espartero nomeou-o para o cargo de subinspector de carabineiros da Andaluzia.
Naquele cargo conseguiu evitar que os conservadores liderados por Ramón María Narváez, partidários da devolução da regência a María Cristina de Borbón, pudessem entrar em Espanha por Gibraltar. Em consequência, Leopoldo O'Donnell, outro dos líderes conservadores, foi obrigado a retirar-se depois de ter entrado no norte de Espanha e avançado até Pamplona.
Porém Prim incompatibilizou-se com Espartero e o seu governo, acusando-os de favorecer os tecidos ingleses com fim de arruinar a indústria têxtil catalã e assim melhor submeter o território catalão.
Em 1843 encabeçou a sublevação armada de Reus, com Jaime Milans del Bosch, e após a sublevação de Barcelona entra nessa cidade e forma uma milícia de voluntários catalães com os quais marcha sobre Madrid, onde entra com o general Francisco Serrano.
Após a vitória do movimento, Prim foi nomeado governador militar de Madrid e voltou a Barcelona para pôr fim ao confronto entre Junta da cidade e o governo espanhol. Em reconhecimento pela sua actuação, a rainha concedeu-lhe os títulos de conde de Reus e visconde de Bruch.
No ano seguinte ascendeu a general. Pouco depois entra em discordância política com o governo moderado de Ramón María Narváez, sendo acusado de conspiração, julgado e condenado. Apesar de ter sido indultado, em 1845 exila-se de Espanha e dirigiu-se a Paris, onde se encontrou com uma sociedade secreta de militares desterrados, fundada recentemente, chamada Orden Militar Espanhola, liderada por Leopoldo O'Donnell, a que também pertencia Narváez e outros.
Acredita-se que tenha concordado cooperar para derrubar o governo de Baldomero Espartero. Apesar de no seu regresso ter sido detido em Perpinhão, foi libertado e autorizado a recolher-se à sua cidade natal, Reus.

### A capitania geral de Porto Rico (1847-1848)

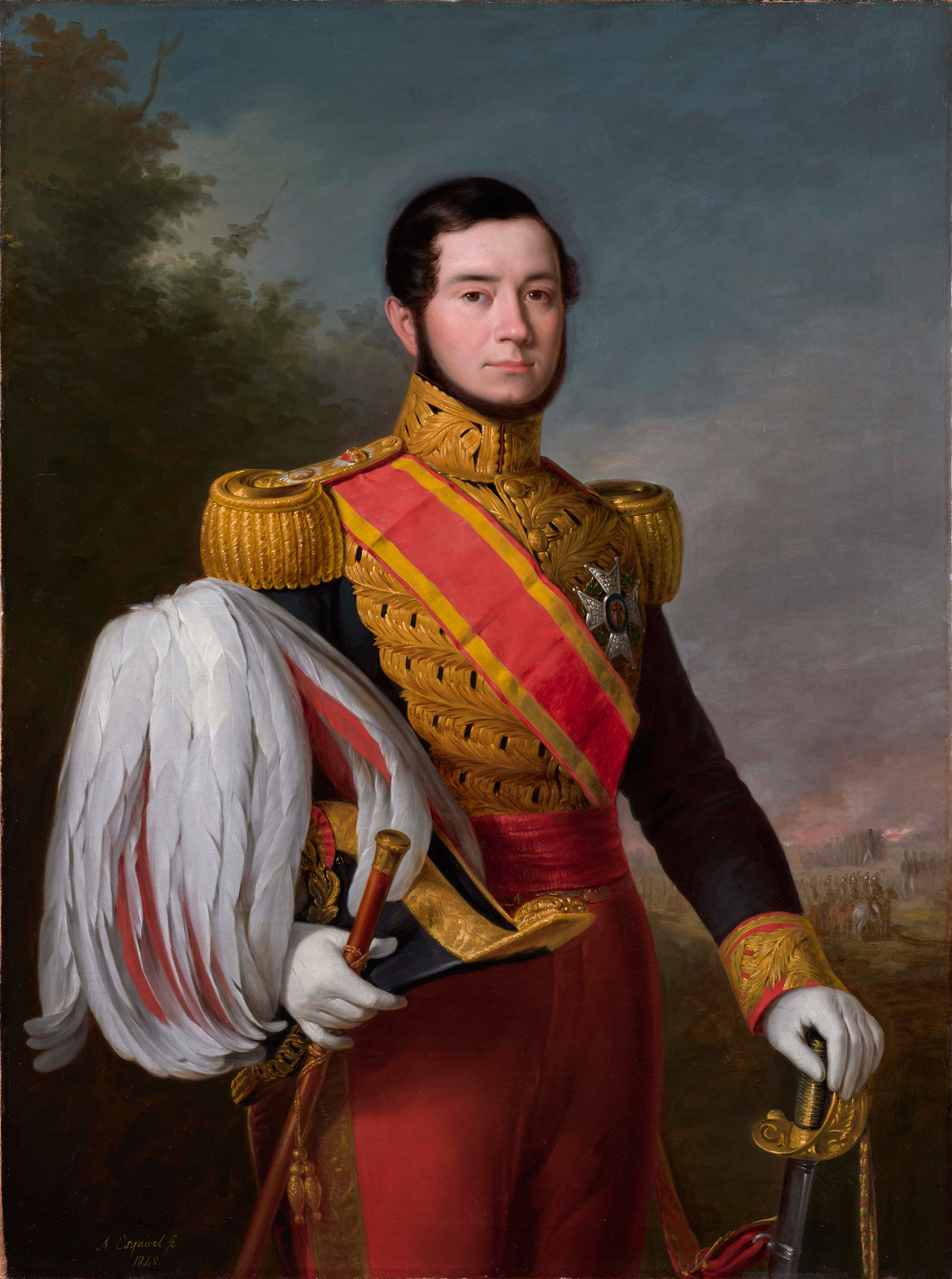
El General Prim, c. 1849, por Antonio María Esquivel (RABASF, Madrid)

Narváez demitiu-se por desacordos com o príncipe consorte e, após um breve governo presidido por Francisco Javier de Istúriz, formou governo Joaquín María Pacheco, que de imediato concedeu amnistia a Prim. O Ministro da Guerra, Fernando Fernández de Córdova, amigo de Prim, nomeou-o capitão-general de Porto Rico em 1847.
Em Porto Rico Juan Prim reprimiu as rebeliões de escravos e promulgou o Código Negro, iniciando um processo de revitalização da economia e de combate à corrupção.
As ideias de Prim levaram-no ao onfronto com autoridade da ilha devido às sua intenções de atrair novos colonos e pela sua atitude de dureza na repressão do bandoleirismo. Capturou o chefe guerrilheiro conhecido como "El Águila", a quem libertou com a promessa de que se submeteria à autoridade da Coroa. Mas o guerrilheiro, logo que se viu livre, tentou mostrar que podia confrontar-se com Prim, roubando-lhe o seu cavalo. Prim capturou-o de novo e mandou-o fuzilar.
Um suposto ataque de negros da Martinica contra uma das Antilhas Dinamarquesas foi repelido graças ao auxilio de Prim.
Exerceu o cargo apenas por uns meses, pois foi substituído pelo governo o 14 de julho de 1848, regressando de imediato a Espanha.

### O regresso ao parlamento (1850-1853)
Nas eleições parlamentares de 1850 Prim apresentou-se como candidato por vários distritos eleitorais catalães, sendo eleito pelo de Vic. Mas as Cortes foram dissolvidas e convocadas novas eleições para 31 de maio de 1851. Prim voltou a apresentar-se por Vic, mas o governo, incomodado com a sua posição parlamentar, nomeou-o de novo Capitão General de Porto Rico, nomeação que aceitou, mas que foi anulada após as eleições. Prim ficava assim sem assento parlamentar e sem cargo.
A situação foi ultrapassada quando um deputado progressista, que obtivera eleição por dois distritos, deixou livre um deles, em Barcelona, oferecendo apoio a Prim para o obter na eleição suplementar.
Prim, que em 1843 participara na repressão da rebelião de Jamància, não gozava de simpatias em Barcelona. Prometeu rectificar os seus erros e ser o campeão do liberalismo progressista, defendendo os direitos catalães, e erigir-se máximo defensor das liberdades cidadãs; o povo acreditou e foi eleito, cumprindo depois a palavra dada ao golpear o governo com os seus discursos de grande talento, sem deixar passar qualquer injustiça que se cometesse contra a Catalunha.
Quando o ministério de Juan Bravo Murillo dissolveu as Cortes e começou a governar por decreto, ocorreram movimentos militares; por isso, o governo, que o considerava suspeito, obrigou a Prim a sair do país durante um tempo.
Estando exilado em França houve novas eleições, e ainda que Prim tenha sido autorizado a regressar apenas cinco dias antes, o foi eleito por Barcelona, encabeçando a oposição no Parlamento, mas este foi dissolvido novamente pouco depois e Prim saiu de Espanha com destino a França no ano de 1853.

### Estada no Império Otomano (1853-1854)
Estando Prim na França, iniciou-se a Guerra da Crimeia e solicitou para ser delegado espanhol observador na frente turca, petição que lhe foi concedida.
No mesmo ano, 1853, desembarcou em Constantinopla e esteve como observador, entre outras acções, no ataque à cidadela búlgara de Tutrakan (a antiga Totorkan), aconselhando ali, com grande acerto, a colocação da artilharia.
Em 1854 regressou temporariamente a França, voltando de seguida à frente turca. O sultão Abdul Mejide I concedeu-lhe a condecoração da ordem de Medjidie (em turco:  Mecidiye) e um sabre de honra.

### A Vicalvarada e o regresso à actividade militar (1854-1856)

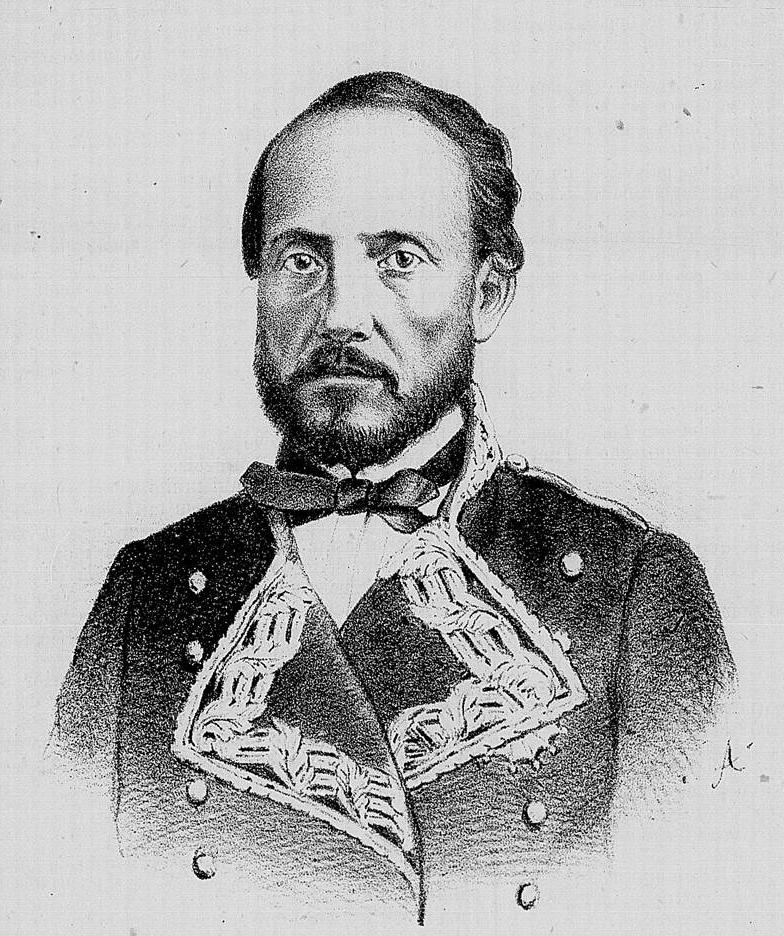
General Prim, 1868.

Estando 1854 em Routschouck, recebeu a notícia de um pronunciamento liberal vitorioso em Espanha, a Vicalvarada, e regressou apressadamente a Madrid.
Apesar de O'Donnell e Espartero terem chegado a um acordo de colaboração para exercer o poder, nenhum desejava favorecer Prim, que, isolado, decidiu apresentar-se como candidato às Cortes Constituintes por Barcelona às eleições que se realizaram a 8 de novembro de 1854.
Compreendendo que os democratas eram uma força em ascensão, acolheu no seu programa eleitoral algumas das aspirações defendidas pelos liberais progressistas, sendo eleito. Contudo teve escassa intervenção nas Cortes, onde pontificava a oratória de Emilio Castelar, e finalmente renunciou ao lugar para ocupar a Capitania Geral de Granada, com o comando da praça anexa de Melilla, que estava sendo periodicamente atacada pelos rifenhos.
Prim deslocou-se àquela cidade norte-africana e venceu os rifenhos em Cabererizas, o que em muito aumentou o seu prestígio militar e político.
Em 1856 ascendeu a tenente general, cessando pouco depois as suas funções como Capitão General da Armada, quando O'Donnell chegou ao poder em substituição de Espartero, o qual foi defendido pela Milicia Nacional a mando de Pascual Madoz, que foi derrotada e dissolvida. Mas O'Donnell foi pouco depois obrigado a demitir-se e a rainha voltou a chamar a Narváez, de quem esperava que revogasse a lei de desamortização dos bens eclesiásticos votada pelas Cortes Constituintes, como efectivamente fez.
As críticas de Prim a Narváez motivaram a sua detenção, acusado de faltar à honra de militar, e o conselho de guerra foi propositadamente demorado para evitar que se apresentasse às novas eleições. Pouco antes destas, foi condenado a seis meses de castigo, pena que cumpriu em Alicante e que lhe foi comutada por desterro na cidade, sob juramento de que não tentaria fugir.
Apesar de não poder fazer campanha, foi eleito por uma maioria esmagadora pelo distrito de Reus. Não pôde tomar posse e passados os seis meses, o governo concedeu-lhe licença para se exilar em Vichy (França).
Narváez caía pouco depois e após dois breves governos O'Donnell voltou ao poder, com o seu recém-formado partido União Liberal, no qual se integrou Prim, deixando temporariamente o Partido Progressista, pelo que foi designado senador.
Por esta época deu-se a questão mexicana; havia certas reclamações espanholas pendentes desde a independência e produziram-se alguns incidentes que custaram a vida a espanhóis.

### O casamento (1856)
Casou em Paris, na La Madeleine, a 3 de maio de 1856 com a rica herdeira mexicana Francisca Agüero y González, depois 1.ª duquesa de Prim e condessa de Agüero.
Francisca Agüero era filha de um banqueiro e estava ligada por parentesco à principal elite política mexicana.

### A campanha em Marrocos (1859-1860)
Outra questão candente era a dos povos cabilas que ameaçavam Ceuta e Melilha, especialmente os de Anyera, que cometeram actos hostis em Ceuta. O'Donnell, que procurava um inimigo exterior para distrair a atenção dos problemas internos, aproveitou-se desta circunstância. O sultão de Marrocos prestou-se a dar satisfações, mas o governo de O'Donnell declarou a guerra a Marrocos em 1859.
Prim pediu para se incorporar na força expedicionária e foi nomeado comandante da divisão de reserva que se estava formando em Antequera. Dali embarcou para Algeciras e saiu para Ceuta à frente dos seus batalhões e dos voluntários catalães.
Prim deu então mostras do seu valor, com avances a peito descoberto, em inferioridade numérica, em desvantajosa posição e com investidas corpo a corpo. Destacam-se os feitos de armas em Castillejos e Wad-Ras. O episódio que lhe deu mais fama foi a acção de Los Castillejos, onde recolheu do chão a bandeira que era empunhada por um alferes caíra morto e empunhando-a conduziu as suss tropas à vitória. Foi também Prim quem decidiu a sorte da batalha de Cabo Negrón. Na batalha de Tetuán atacou o acampamento de Muley Abbas, o imperador de Marrocos.
Após a assinatura da Paz de Tetuán, a 26 de abril de 1860, Prim voltou para Espanha, desembarcando em Alicante, percorrendo o trajecto até Madrid com o apoio da multidão. Depois deslocou-se para a Catalunha, onde a recepção foi apoteótica. A rainha outorgou-lhe o marquesado de Castillejos com Grandeza de primeira classe. Pouco depois o governo nomeou-o director do Corpo de Engenheiros.
Parece que Prim foi extraordinariamente sanguinário em Marrocos, ao ponto de durante muitos anos as crianças se assustarem com a frase "Que vem Prim!".

### A expedição ao México (1861-1862)
O governo conservador mexicano de Miguel Miramón, que a Espanha reconhecia, fora derrotado por Benito Juárez, que uma vez no poder expulsou o embaixador espanhol e adiou o pagamento da dívida do México a Espanha.
A Inglaterra e a França, afectadas por idêntica medida, decidiram então tomar as alfândegas de Veracruz e Tampico para cobrar a dívida com os rendimentos ali cobrados. A Espanha uniu-se-lhes na Convenção de Londres (Outubro de 1861), acordo que estipulava que não se anexaria qualquer território mexicano. Estava lançado o processo que levaria à segunda intervenção francesa no México.
A força expedicionária espanhola foi entregue ao comando de Prim, com plenos poderes, e pouco depois o general saía para Havana, onde ao chegar soube que as forças espanholas já tinham saído e já se haviam apoderado de San Juan de Ulúa e Veracruz.
Aceites as desculpas que lhe ofereceram por não terem esperado pela sua chegada, partiu para Veracruz em Janeiro de 1862.
A zona de acampamento era insalubre e o chamado vómito negro começou a fazer estragos nas tropas até ao ponto de tornar claro que uma expedição ao interior seria um desastre. Então solicitaram permissão ao governo mexicano para acampar em Orizaba, mais saudável, mas o governo de Juárez deixou passar o tempo sem aceder nem negar. Ao cabo de uns meses Prim entrevistou-se com um parente de sua mulher, o Ministro Echevarría, e exigiu-lhe o livre passo a Orizaba, conseguindo o seu objectivo.
Uma vez as tropas em Orizaba, Córdoba, e Tehuacán iniciaram-se as conversações que deram origem à chamada Convenção de la Soledad. Por esse tempo Napoleão III já decidira converter a México num Império, com o arquiduque Maximiliano como imperador, e enviou uma mensagem a Prim pedindo a cooperação das forças espanholas ao seu mando "para afiançar a ordem no país mexicano".
Na sessão da Convenção de 15 de abril de 1862, o delegado francês anunciou o apoio do seu governo aos conservadores opostos a Juárez, e acusou a Prim de querer coroar-se ele mesmo como imperador. Prim rejeitou essas acusações e solicitou e obteve do governo espanhol a retirada das suas tropas, e o mesmo fizeram os britânicos.
Prim voltou a Havana e de ali fez uma viagem aos Estados Unidos da América, de onde voltou a Espanha, onde recebeu censuras pela sua actuação.

### As conspirações (1863-1868)
Ao cabo de algum tempo Prim demitiu do cargo de Director Geral de Engenheiros, cargo que ainda ostentava e pouco depois, caído O'Donnel, abandonou a União Liberal e integrou-se de novo no Partido Progressista (1862). Uma filha de Prim, chamada Isabel, foi amadrinhada pela própria rainha. Nas eleições de 14 de novembro de 1863 os progressistas não se apresentaram por certas questões políticas com o governo, mas os progressistas buscavam acções que lhes permitissem chegar ao poder, e Prim anunciou que dominariam o governo de Espanha num prazo de dois anos.
Nesta época começaram a buscar alianças no exército. Preparou-se um golpe para o dia 6 de junho de 1864, mas uma delação impediu o seu avanço. Um novo intento, dois meses depois, também se frustrou pela retirada do coronel que a devia comandar. Soube o governo destas conspirações e convidou Prim a sair de Espanha, e como se negou foi-lhe fixada a residência em Oviedo, mas pouco depois voltaria a Madrid, já que o governo de Narváez ditou uma amnistia.

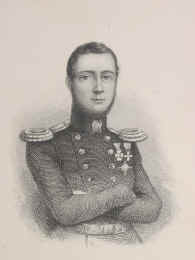
Xilogravura de Prim y Prats, 1850.

As novas eleições de finais de 1864 foram também boicotadas pelos progressistas. Em 1865 o governo endureceu a sua posição e começou a tomar medidas repressivas que culminaram na Noite de San Daniel, com uma dezena de mortos e meia centena de feridos em Madrid (10 de abril de 1865). Então Prim começou a conspirar decididamente, mas um levantamento em Valência que ele inspirou, fracassou. Saiu então de Espanha, mas por França entrou por Pamplona, novamente sem êxito pelo abandono de muitos dos comprometidos.
Volto a França e saiu por mar para Valência onde se preparava um novo levantamento, mas também os implicados se retraíram. Das suas viagens clandestinas por Espanha contam-se diversas anedotas, não acreditadas, entre elas uma muito célebre na sua cidade natal de Reus, contando-se que se ocultou numa pipa de vinho numa adega duma vila próxima, iludindo astutamente a busca dos seus inimigos.
O governo, considerando-o o seu maior inimigo, enviou uma ordem para que se apresentasse perante a rainha, mas Prim, que estava em Paris, não a obedeceu. A rainha Isabel decidiu então pôr fim ao governo de Narváez e chamar a O'Donnell, que uma vez no poder levantou qualquer ameaça ou restrição contra Prim, que voltou a Espanha, mas não deixou de conspirar e organizou outro golpe para o dia 2 de janeiro de 1866
O golpe iniciou-se em Aranjuez, mas não teve o suficiente apoio e Prim e os sublevados tiveram de se refugiar em Portugal através de Villarejo de Salvanés, atravessando uma parte importante de Espanha.
Prim entrou em Portugal o 20 de janeiro de 1866, mas pouco depois foi expulso do país, passando a Londres e dali a Paris onde decidiu que não voltaria a intentar conquistar o poder para os progressistas mediante um golpe de estado, senão mediante uma revolução que contasse com o apoio popular.
Apesar do dito, e ainda que se cobriu com a participação de civis, intentou-se outro golpe de estado a 20 de maio, e após uma delação aprazou-se até Junho. No dia 21 de junho, pela noite, iniciou-se o golpe em Madrid, que estava pendente do quartel de San Gil, onde os sargentos apoiavam a rebelião, e que com mais dificuldades do que as previstas conseguiram tomar o controlo. A luta desenvolveu-se por Madrid, mas o governo conseguiu tomar o controlo na noite do 22 de junho. Muitos sargentos e cabos foram fuzilados. Prim não chegou a sair de França.
Pouco depois o governo francês expulsou-o do país, devendo escapar pela Suíça. De Genebra convocou uma reunião de progressistas, que finalmente se celebrou em Ostende, em Agosto de 1866, criando-se um comité de acção com progressistas e democratas, sob a presidência de Prim ("Comité de Ostende"). As conspirações prosseguiram e um novo golpe foi planeado para Agosto de 1867, com a participação de civis.
Prim saiu de Bruxelas e a 15 de agosto chegou por mar a Tarragona e dali seguiu para Valência. Mas a rebelião não chegou a estalar, o que o fez voltar a Marselha, e dali para a fronteira catalã, esperando a ocasião para entrar no território espanhol, ocasião que não chegou, pois, ainda que houvesse combates isolados na Catalunha e Aragão, não chegaram a ser uma alteração da ordem governamental. Pouco depois regressou a Genebra. A 4 de setembro a rebelião estava concluída.
Prim abandonou a ideia de voltar a entrar em Espanha, como teve ocasião de fazer (embora com mais dificuldades do que o previsto) onde as guarnições estavam dispostas a sublevar-se com a sua única presença; a sua ausência motivara o fracasso. Chegou-se a dizer que o seu próprio "maquiavelismo" propiciara o fracasso do seu próprio movimento para que a rainha, ante a ameaça, chama-se ao Partido Progressista ao poder. Prim teve que deixar a Suíça, e após circular por diversos países de Europa, acabou residindo em Londres.
Pouco depois faleceram O’Donnell e o general Serrano. A 23 de abril de 1868 morria também Narváez, vítima de uma pneumonia. As desacertadas medidas do seu sucessor Luis González Bravo, favorecerem a adesão de numerosos generais e militares à União Liberal, entre eles Zabala e o almirante Juan Bautista Topete y Carballo. Este último defendia uma mudança dinástica e a candidatura do duque de Montpensier, mas sendo consultado Prim sobre o assunto, este discordou. Não obstante, Prim pbteve a neutralidade de Napoleão III no conflito interno de Espanha, e instalou-se em Vichy, mas pouco depois voltou a Londres. Os contactos com os generais exilados e os descontentes estavam feitos, e a revolução decidida.

### A Gloriosa (1868-1870)
A 12 de setembro de 1868 Prim saiu de Londres no vapor Buenaventura, disfarçado como criado da família Bark, que eram amigos de Prim. Chegado a Gibraltar embarcou no rebocador inglês Adelia, através do qual chegaria à fragata Zaragoza, amarrada junto com outros navio do esquadrão em Cádis. O pronunciamento efectuar-se-ia a 17 de setembro de 1868. Sublevada a esquadra e secundado o movimento em Cádis e na província, Prim desembarcou e foi saudado com efusividade. Formou-se uma junta sob o comando de Juan Bautista Topete, com Unionistas, Progressistas e Democratas em forma paritária. Logo Prim avançou pela costa mediterrânica sublevando as cidades da região:
- Dia 23 Málaga
- Dia 25 Almería
- Dia 26 Cartagena
- Dia 2 de Outubro Valência
- Dia 3 Barcelona

Perto dali os generais Blas Pierrad, Anselm Clave, José María Orense e Mariano Rosell, proclamaram a república em Figueras e no dia 1 entrara em Barcelona o general progressista Baldrich. Prim levava uma coroa na sua gorra e começaram a pedir-lhe que a removesse, mas Prim disse em catalão:
Catalães, quereis correr demasiado; Não corrais tanto que possais cair
 Finalmente Prim cedeu ante as pressões e retirou a coroa dizendo "Abaixo os Borbóns". De Barcelona passou a Reus, e de Reus a Madrid, onde a 7 de Outubro fez uma entrada triunfal, entretanto convertido num mito popular.
Ao dia seguinte recebeu a pasta de Estado no governo provisório, do que Prim era árbitro. Nas eleições de Janeiro de 1869 os progressistas, em aliança com os democratas moderados, obtiveram 160 deputados; 65 a União Liberal e 60 os Republicanos. A nomeação do Chefe do Governo tinha que contar com a sua aprovação, e a Constituição foi aprovada aceitando a forma monárquica por decisão de Prim.
A nomeação de Serrano como recente, sem poder efectivo, eliminou ao seu mais directo rival. Serrano nomeou a Prim chefe de governo e Prim reservou-se no gabinete, além da presidência, o Ministério da Guerra, nomeando ministros unionistas e progressistas em igual número.
Os progressistas propunham a candidatura ao trono de Fernando de Saxe-Coburgo, pai do rei Luís de Portugal, enquanto que os unionistas propunham o duque de Montpensier. A candidatura de Fernando de Saxe Coburgo fracassou, dado o seu casamento com uma bailarina e a oposição do príncipe ao projecto de unir as coroas de Portugal e Espanha. A candidatura de Montpensier, a proposta de Francisco Serrano e Juan Bautista Topete, foi rejeitada energicamente por Prim, que propôs excluir do trono todas os ramos dos Borbóns.
Prim ofereceu sucessivamente a coroa a Amadeu Ferdinando Maria de Saboia, o 1.º duque de Aosta, filho do rei Vittorio Emanuele II d'Italia, e a Leopoldo de Hohenzollern-Sigmaringen, que rejeitaram a oferta. Então Prim ofereceu a coroa a Tomás de Saboia-Génova (1854–1931), 2.º duque de Génova, um sobrinho do rei de Itália, no que contou com o apoio de Juan Bautista Topete em troca de prometer-lhe que o futuro rei casaria com uma das filhas do duque de Montpensier. A candidatura foi votada em Cortes, com 128 votos a favor e 58 contra, mas o jovem duque de Génova rejeitou o trono.

### Amadeu de Saboia (1870)
Prim voltou a oferecer a coroa a Amadeu, duque de Aosta, que pôs como condição para aceitar ter a prévia concordância das potências europeias. Conseguida esta, aceitou. A 26 de novembro de 1870, Amadeu foi eleito por 191 votos como rei Amadeu I de Espanha.

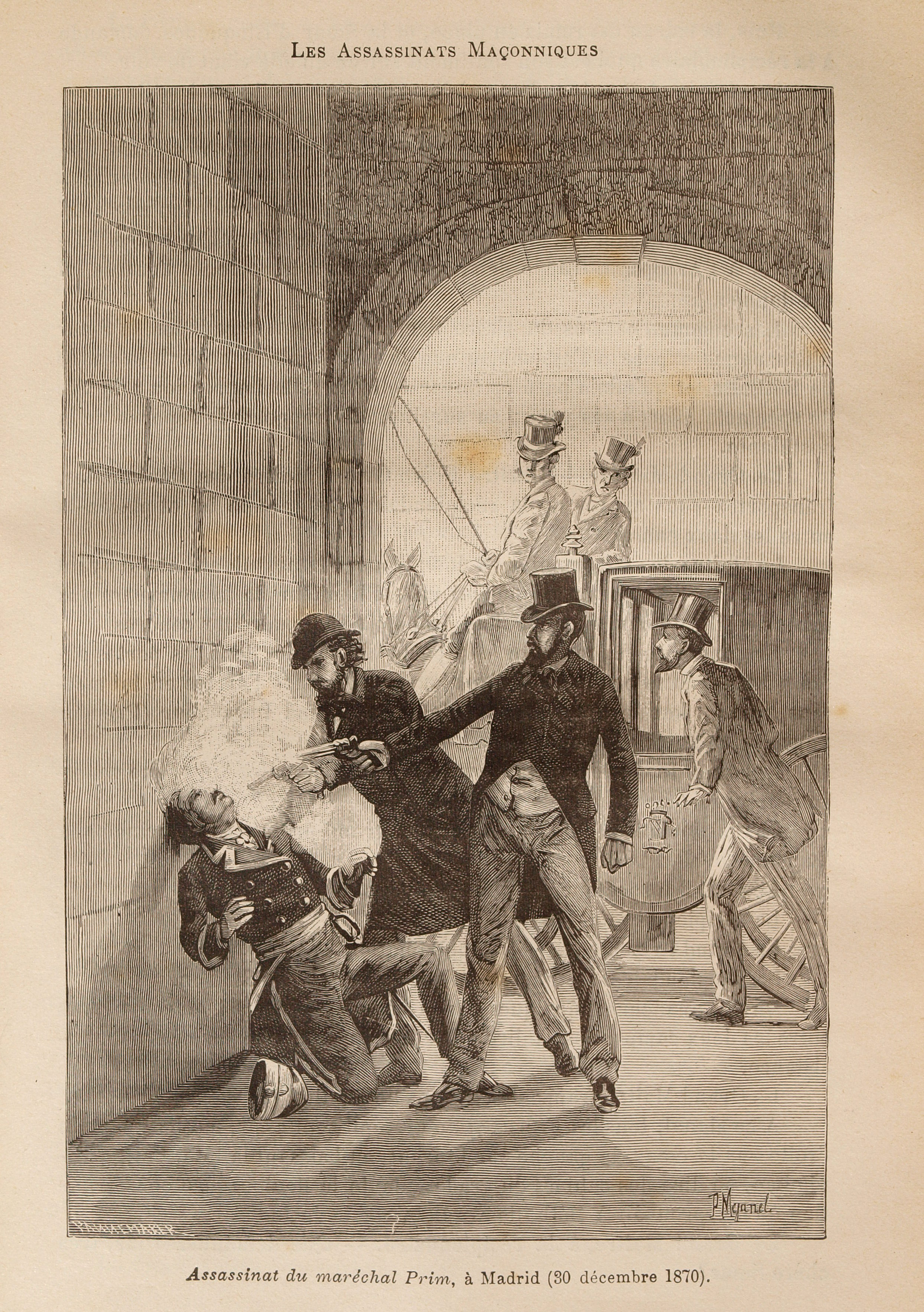
O assassinato, por Pierre Méjanel

### O assassinato (1870)
A 27 de dezembro Amadeu partiu para Espanha. Prim teve nesse mesmo dia que participar numa sessão parlamentar e ao sair das Cortes, ao anoitecer, entrou com o seu coche de cavalos na rua do Turco, onde o seu passo foi obstaculizado e homens armados abriram fogo sobre ele. Morreu das feridas a 30 de dezembro de 1870, após tomar conhecimento do desembarque de Amadeu.